# A filozófia története
A filozófia akkor született, amikor kialakulásnak induló tudományos gondolkodás tükrében a mitikus szemlélet már nem tudott kielégítő választ adni a világ keletkezésére és felépítésére. Hegel alapján a filozófia akkor kezdődött, amikor „az orákulum helyébe minden gondolkodó ember saját öntudata lépett”. Ekkortájt e két tudomány – a természettudomány és filozófia – még nem vált két külön ágra.

## Nyugati filozófia

### Ókor

#### A görög filozófia előzményei

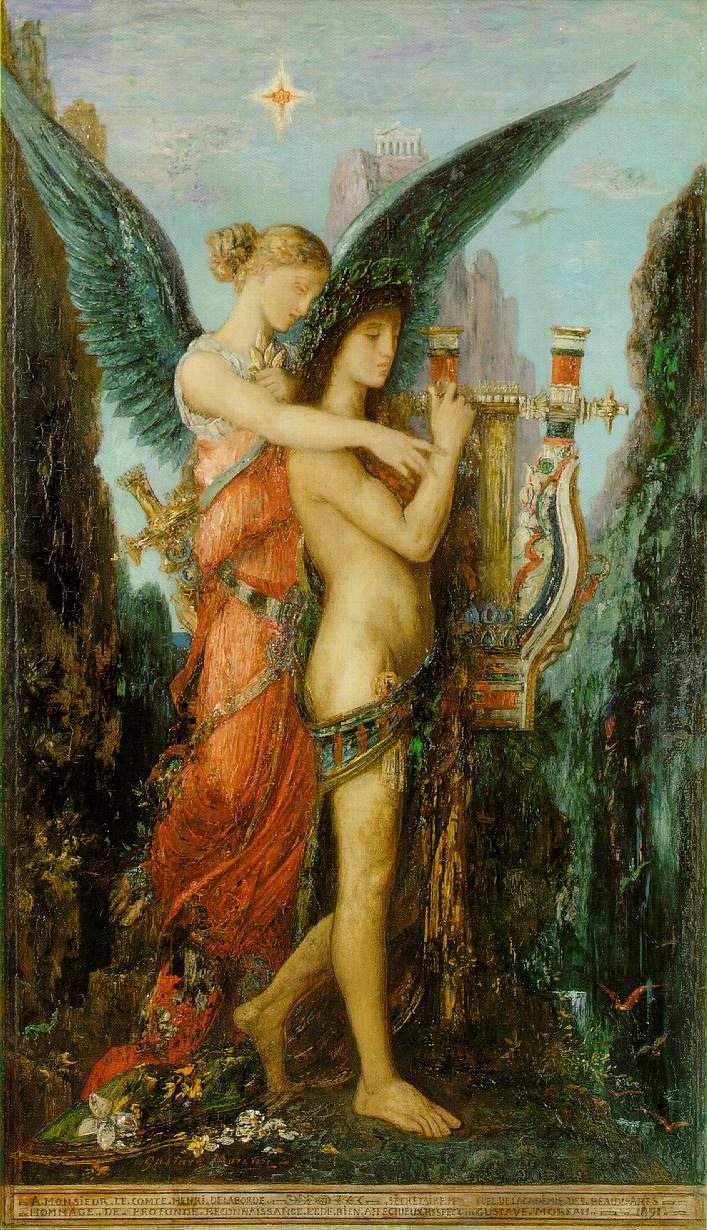
Hésziodosz és egy múzsa

A nyugati világban a filozófia először az orfikus tanokban és Hésziodosz műveiben jelent meg. Ezek a filozófiák még nagyon közel álltak a mítosz világához, és szemléletüket tekintve archaikus jellegűek.
Hésziodosz a Kr. e. 7. század elején élt. Két munkája is fennmaradt, a Munkák és napok és a Theogonia.
Hésziodosz a már meglévő mitológiai anyagot rendezte át, külön figyelmet szentelve Zeusz tekintélyének és nagyságának leírására. A jelenlegi világot igyekezett visszavezetni minimális számú primér elemre, amely primér elemekből aztán az egymást követő generációk során át levezethető a világ általunk tapasztalható változatossága.
Az orfikus hiedelmek megjelenése körülbelül a Kr. e. 3. századra tehető. Az orphikusok, mint különálló csoport megjelenésének idejében nem lehetünk biztosak. Az egyik nézet szerint, amit Guthrie képvisel (The Greeks and their Gods, London, 1950, XI. fejezet), az orphikus tanítás már a Kr. e. 6. század folyamán szent könyvekben le lett fektetve. Egy másik nézet szerint, amit Linforth képvisel (The art of Orpheus, Berkeley 1941), a szektariánus irodalom korpusza a római korból származik. Limforth azzal támasztja alá állítását, hogy bár orphikus tanokra, jóslatokra találunk utalásokat a korábbi századokból is (a Kr. e. 6. században tulajdonítottak Orpheusznak műveket, Hérodotosz az 5. században tud az orphikusokról, Platón ismer orphikus jóslatokat, Arisztotelész pedig úgynevezett „orphikus történeteket”) a szektariánus irodalom nem követhető visszafelé a hellenisztikus kornál korábbi időszakig.
A Kr. e. 9. század és a Kr. e. 6. század között – főként az írás megjelenésének és elterjedésének köszönhetően – görög földön jelentős változás megy végbe: a zárt, hagyományos társadalom átalakul nyitott társadalommá, új értékek lépnek a régiek helyébe. A mítoszból a filozófiába való átmenet e változás velejárója és következménye volt, amely inkább politikai, társadalmi és vallásos természetű volt.
A polisz kialakulása és fejlődése átalakította korábbi arisztokratikus szerkezetű társadalom hésziodoszi nézeteit, a régi isteneket és hősöket nagyrészt idejemúlttá tette. E változások főként Ióniában, ezen belül is leginkább Milétoszban figyelhetők meg.
„Kiváltképpen a filozófusnak a szokása, hogy csodálkozzék. Nincs ugyanis más kezdete a filozófiának, mint ez.” (Platón) 

#### Preszókratikus filozófia

##### Az ión gondolkodók

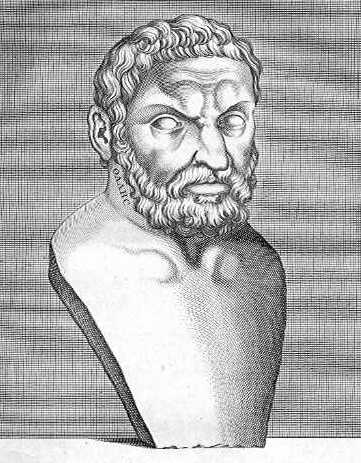
Thalész

Ióniában, Milétoszban jött létre az első filozófiai iskola Thalész vezetésével, az Égei-tenger környéki civilizációk többirányú behatásának köszönhetően. Milétosz az anatóliai parton elterülő kisváros Szamosz szigetétől délre. A Kr. e. 7. és 6. században Iónia legfontosabb városa volt, és mintegy kapuként állt a görög világ és a később vesztét okozó Perzsa Birodalom között. A milétosziak az idők folyamán többnyire állandó Lüdiai megszállás alatt álltak egészen a Kr. e. 7. századig, amikor szövetséget kötöttek egymással. A lüdiaiak jelenléte pozitívan hatott a milétoszi tudományok fejlődésére, a velük kötött szövetség vitte közelebb őket a babiloni és az egyiptomi kultúrához is. Milétosz a Földközi-tenger medencéjében száznál több gyarmatot alapított. A gyarmatvárosokkal szoros kapcsolatot tartottak, és Milétosz tehetősebb polgárai, akár kereskedők voltak, akár nem, gyakran meglátogatták azokat.
A ión gondolkodókhoz tartozik: milétoszi Thalész, milétoszi Anaximandrosz, milétoszi Anaximenész, kolophóni Xenophanész, epheszoszi Hérakleitosz, klazomenai Anaxagorász, athéni Arkhelaosz, szamoszi Melisszosz, milétoszi Leukipposz, abdérai Démokritosz, apollóniai Diogenész.

##### A nyugati görögség
A nagy milétiosziakat követően a nyugati görög gondolkodók (Kr. e. 4. század) – akik a kezdetektől fogva nagyban különböztek a milétosziaktól – feladták az ősi anyag kutatását, és náluk inkább a vallás (püthagoreusok), vagy a metafizikai ellentmondások (Parmenidész és eleai Zénón) voltak a hajtóerők. Kivétel Empedoklész, akinél megtalálható a ióniaiak gondolkodása, bár ötvözve van püthagoreánus és parmenidészi elemekkel.
Az első két filozófus, akiről tudni, hogy Dél-Itália görög városaiban tanított, két ióniai emigráns volt: Xenophanész és Püthagorasz, aki a Kr. e. 6. század vége felé volt akméjában.

#### Athéni felvilágosodás

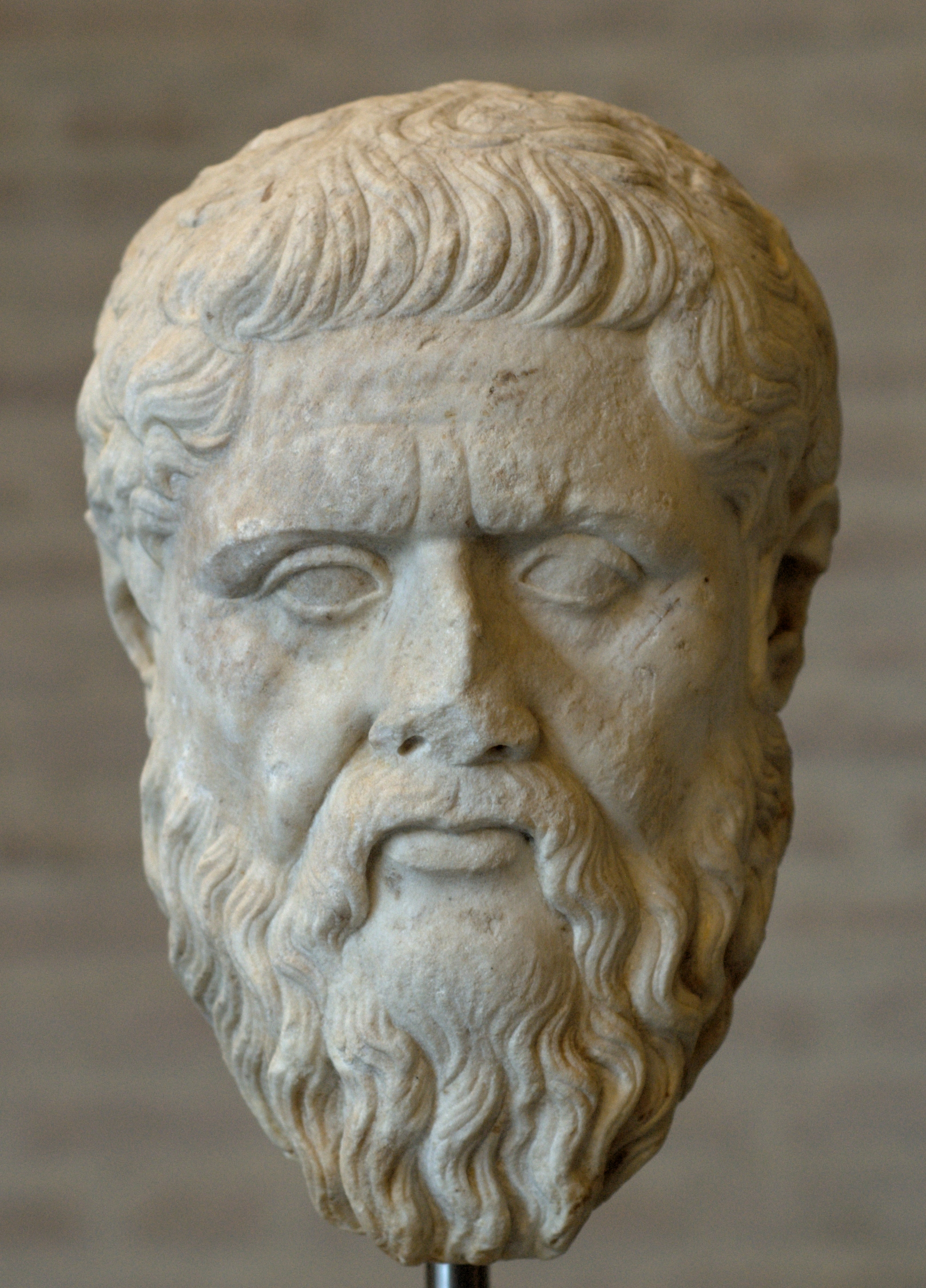
Platón

Az athéni Szókratésszel kezdődik meg a görög filozófia klasszikus korszaka, ő számít a filozófiai etika megalapozójának. Filozófiájának középpontja a jó (agathon) természetének meghatározása és az erény (areté) vizsgálata. Szókratész a jót és a rosszat vizsgálta, hogy a gyakorlatban azt alkalmazni lehessen.
Szókratész saját filozófiáját mint maieutikát (bábáskodást) jellemzi: nem állít ismeretet, hanem elősegíti a beszélgetőtársát abban, hogy saját magától találjon rá.
Szókratész tanítványa, Platón (Kr. e. 427–347) a nyugati filozófia egyik legnagyobb hatású gondolkodója. Filozófiája a metafizikától az államelméletig számos területet érint. Tanításai a kései antikvitásban, a középkorban és a reneszánszban egyaránt meghatározóak voltak, de a mai napig viták alapját képezik. Megalapította az egészen a Kr. u. 6. századig fennálló Akadémiát, műveit leggyakrabban dialógusformában írta. Talán leghíresebb gondolata az ideatan.
Arisztotelész (Kr. e. 384–324), Platón tanítványa, Nagy Sándor tanítója, majd saját alapítású tanintézete, a peripatetikus iskola (Líceum) vezetője. Az ő tanaira épült szinte az egész középkori filozófia, de az újkori filozófia is sokat merített belőlük. Filozófiáját szisztematikusan építette fel, amit tudományosan igyekezett alátámasztani.

#### Hellenisztikus filozófia

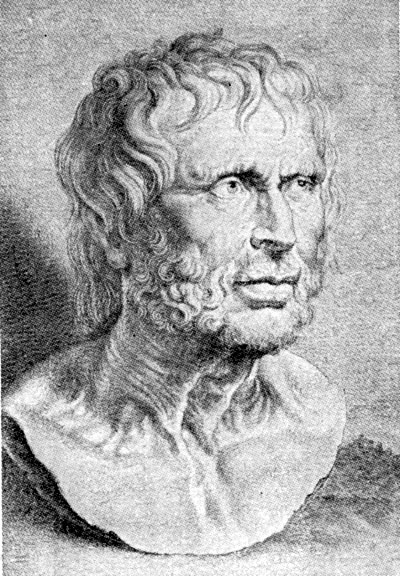
Seneca

Hellenizmusnak nevezzük a görög történelem azon szakaszát, amelyik a Nagy Sándor-i hódításoktól (Kr. e. 336–323) a Római Birodalom kiépüléséig tart (Kr. e. 30). A hellenisztikus filozófia határait Arisztotelész halálától (Kr. e. 322) az újplatonizmus kialakulásáig (Kr. u. 3. század) tartjuk.
A hellenisztikus filozófia két fő irányzatból áll: a sztoicizmus és az epikureizmus, Epikurosz (Kr. e. 342–271) vezetésével. Közös vonásuk, hogy mindkét irányzat az etikára helyezi a hangsúlyt. Képviselői: kitioni Zénón (Kr. e. 336–264), Kleanthész (kb. 232), Krüszipposz (Kr. e. 281–208), Panaitiosz (Kr. e. 185–110), Poszeidonosz (Kr. e. 135–51), Seneca (Kr. e. 4–65), Epiktétosz (50–138), Marcus Aurelius császár (121–180) (stoa), és Epikurosz (Kr. e. 342–271).
További irányzatok: a szkepticizmus, amelynek jellegzetessége, hogy radikális kételkedésnek vet alá minden filozófiai rendszert és a minden ítélettől való tartózkodás jellemzi. Fő képviselője Eliszi Pürhon (Kr. e. 365–275). Az eklektika különböző filozófiai tanokat vegyített össze, fő képviselője Cicero (Kr. e. 106–43). A harmadik jelentős irányzat a Platón tanaira épülő és azt Arisztotelész és a sztoa tanításaival összekapcsoló újplatonizmus, amelynek fő képviselői Plótinosz (Kr. u. 204–270) és Proklosz (Kr. u. 410–485) voltak.

#### Patrisztika

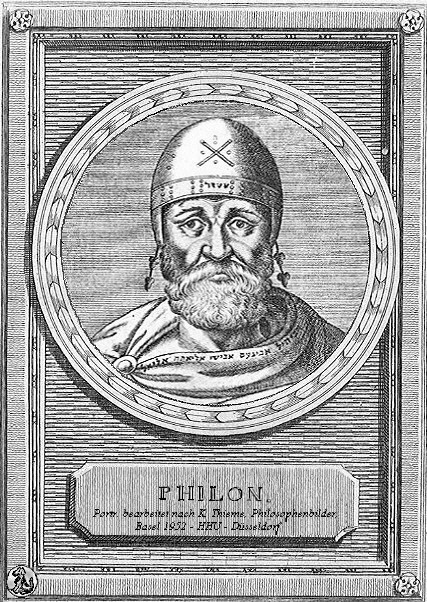
Philón

A patrisztika nevét a latin "pater"ről kapta, ami magyarul "atyát" jelent. Története kezdetének az első nikaiai zsinat (325) évszámát tekintik. Patrisztikának nevezik az apostolokat követő keresztény ókor időszakát. A filozófiát az jellemzi, hogy a keresztény tanokat az antik görög filozófusok tanaival próbálják magyarázni és védelmezni a pogányságtól és a gnózistól. Jelentős befolyást gyakoroltak a patrisztikára Platón tanai, Alexandriai Philón (Kr. e. 25–40) vallásbölcselete, az újplatonizmus és a sztóa.
A patrisztika gondolkodói nem képeztek egységes rendszert, sem történelmi értelemben, sem rendszertani téren, inkább valamilyen átmeneti időszakot képeztek az iskolaszerű teológia felé. Kivételt képez az ágostoni életmű. Fontosabb képviselők: Alexandriai Szent Kelemen (145–215), Órigenész (185–253), Nüsszai Szent Gergely (335–394), Pszeudo-Dionüsziosz (500 körül) és Hippói Szent Ágoston (354–430).

### Középkor
A középkorban a nyugati filozófiát a vallás dominanciája jellemezte: a nyugati középkor filozófiája valójában a kereszténység filozófiája, képviselőik kevés kivétellel papok voltak. E kor filozófiájának állandó problémája a hit és a tudás viszonya.
A skolasztika elnevezés a latin schola (iskola) szóból származik. A skolasztika kezdetét Nagy Károly német-római császár uralkodásának a korától (800) számítjuk. Ekkor alakultak meg az első iskolák, vagyis az intézményes oktatás első próbálkozásai. Ugyanekkor kezdődött el a filozófiai oktatás az iskolákban, majd a 12. századtól kialakultak az egyetemek is.

#### Korai skolasztika

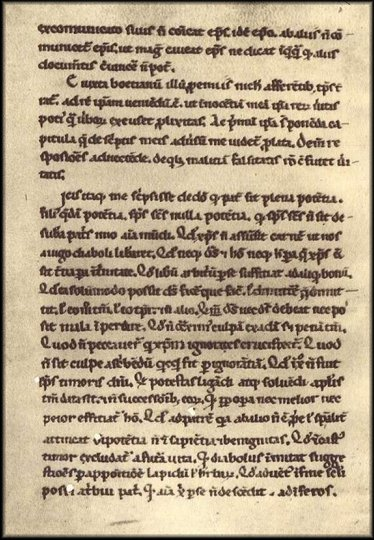
Abélard kézirata

A korai skolasztika a 12. század elejéig tartott, gondolkodási módjára az egyházatyák újplatonikus tanainak a folytatása a jellemző.
Megjelent egy új probléma, ami a középkor filozófiájának meghatározó elemévé vált: az univerzália probléma. Az univerzáliák az általános fogalmak, fajok megkülönböztetése az egyes egyedi dolgoktól. A probléma az volt, hogy az univerzáliákat megilleti-e lét, és az egyes dolgok a létező univerzáliák leképezései, vagy csak a konkrét egyes dolgok rendelkeznek reális léttel és az univerzáliák csupán csak nevek, amelyeket az ember alkotott. Kialakult a realista és az ennek ellentmondó nominalista álláspont. A realisták (például Champeaux) szerint csak az univerzáliák léteznek magukban, míg a nominalisták (például Abélard) szerint csupán az egyes dolgok (individuumok) léteznek valóságosan, az univerzáliák csak a szellemben vannak.
Fontosabb képviselői: Johannes Scotus Erigena (810–877), Compiègne-i Roscelin (~1050–~1121), Champeaux-i Vilmos (1070–1121), Canterburyi Szent Anzelm (1033–1109), Abélard (1079–1142), Petrus Lombardus.

#### Kései skolasztika

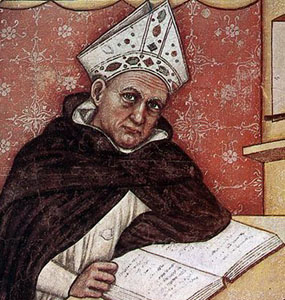
Albertus Magnus portré 1352-ből

A kései skolasztika akkor vette kezdetét, amikor a muszlim és zsidó tanok Szicílián és Spanyolországon keresztül Európába kerültek és magukkal hozták az elveszettnek hitt, vagy egyáltalán még nem is ismert arisztotelészi filozófiát. A kései skolasztika a 12. századtól egészen a 18. századig eltartott, fő jellegzetessége Arisztotelész tanainak "fölfedezése" és értelmezése.
Fontosabb képviselők: Albertus Magnus (1206–1286), Aquinói Szent Tamás (1225–1274), Duns Scotus (1265–1308), Roger Bacon (1215–1292), William Ockham (1280–1348).

### Újkor

#### Reneszánsz
A reneszánsz (magyar jelentése: újjászületés) kialakulása a 15. századra tehető tehető és a Bizáncból Itáliába menekülő görög tudósoknak köszönhető, akik magukkal vitték az ógörög bölcseletet, elsősorban Platón és Arisztotelész tanait. Ennek következtében kialakult a reneszánsz platonizmus (Marsiglio Ficino Firenzei Akadémiája). A reneszánsz filozófiára, pontosabban a természetfilozófiára ugyancsak nagy hatással volt a püthagoreus filozófiának az a tanítása, miszerint a világ dolgai, eseményei és viszonyai visszavezethetők matematikai formulákra. Ez az elképzelés volt a mai fizika megszületésének az első mozzanata.
A reneszánsz korában a teológiai tanulmányok is elkezdődtek és intézményesültek: kialakult a protestantizmus, a katolicizmus a skolasztikus módszert követte továbbra is. Ugyanekkor történt a történelem fogalmának újjáértelemzése is, amely az újkori politikafilozófia kezdetét jelenti. Újra felfedezték az antik írók: Hérodotosz, Thuküdidész, Polübiosz, Livius és Tacitus munkáit.
A reneszánsz a feltalálások és a felfedezések kora: kifejlesztették az iránytűt, amelynek révén a hajózás fejlődésnek indult, új népekkel ismerkedhetett meg az európai kultúra, amelyeken keresztül új ismeretekre tehettek szert. Kopernikusz megalkotta a heliocentrikus világképet, Gutenberg pedig a mozgatható betűkkel való könyvnyomtatást, ami az ismeretek terjedését jelentősen megkönnyítette. A fejlődésnek és az információ könnyebb áramlásának köszönhetően felborult a középkorra annyira jellemző egyházi felügyelet, és kialakult a humanizmus.
A humanisták az antik kultúrából igyekeztek egy új embertípust megalkotni. Az irányzat még a 14. században Itáliából indult, majd egész Európában elterjedt. A humanista gondolkodás középpontja az ember, célja a sokoldalúan képzett uomo universale megalkotása. Fontosabb képviselők: Petrarca, Coluccio Salutati, Leone Battista Alberti, Rotterdami Erasmus, Morus Tamás, Montaigne.
A reneszánsz platonisták Platón és Plótinosz filozófiáját vitték tovább. Képviselői Marsilio Ficino, Giovanni Pico della Mirandola. Ugyanekkor az arisztoteliánus filozófia is újjáéled Pietro Pomponazzi és Jacopo Zabarella munkásságán keresztül.
Az állam- és jogfilozófiában is jelentős változások történtek: megjelent a szuverenitás, a természetjog és az uralmi szerződés gondolata. Fontosabb képviselők: Jean Bodin, Hugo Grotius, Niccolò Machiavelli. A fordulat végül az egyházat is elérte a Martin Luther által kezdeményezett reformációval, ami jelentős változásokat eredményezett szellemi, vallási területen.

#### Felvilágosodás
A 17. és 18. század mint szellemtörténeti korszakot, felvilágosodásnak szokás nevezni. Ez a mozgalom Nagy-Britanniában, német földön és Franciaországban különböző formákban jelentkezett.

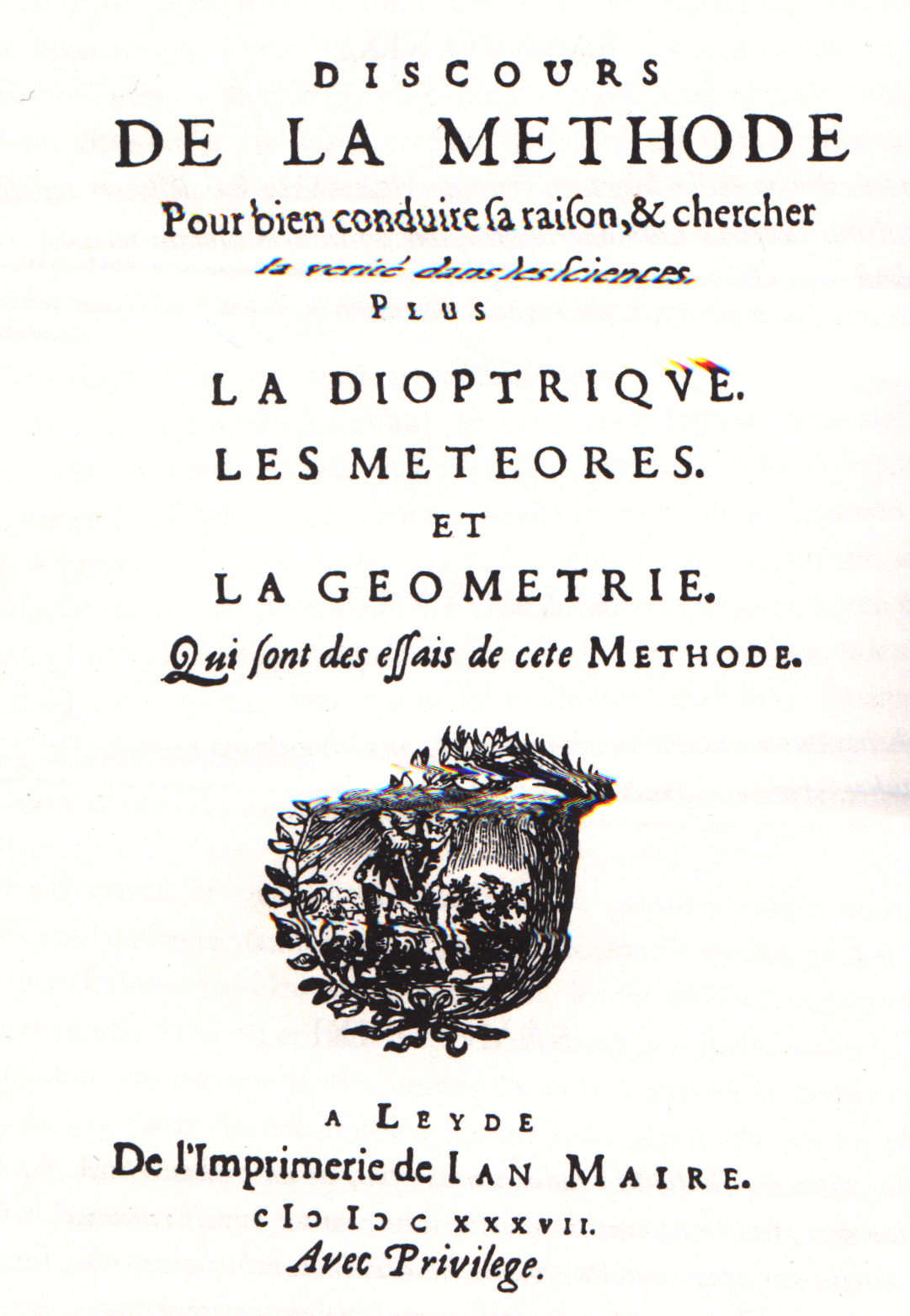
Descartes: Módszerről (könyv részlet)

A felvilágosodás korának fő jellemzője, hogy eltávolodik az addigi hagyományoktól és tekintélytől, nagyra becsüli a szabadságot, és az összes kérdés észszerű megoldására való képességet pozitívan értékeli.
A felvilágosodás korának filozófusai a tudományok más területein is tevékenykedtek nagy sikereket érve el, például a politika, a matematika, a fizika, a diplomácia terén. További jellegzetes vonása a felvilágosodás korának a vallási tolerancia megjelenése: isten a világot tökéletesnek alkotta, és ezután többé nem avatkozik bele.
Társadalomfilozófia terén megjelenik a Laissez faire, laissez passer (engedjétek csinálni, engedjétek megtörténni). Ehhez járul az egyének jogainak a megalapozása az állammal és a többi emberrel szemben. Újrafogalmazódnak az emberi és a természetjogok is: "Minden ember természeténél fogva szabad… és veleszületett jogokkal rendelkezik, nevezetesen az élethez és a szabadsághoz való joggal, valamint azzal a lehetőséggel, hogy tulajdont szerezzen és azt megtartsa, boldogságra és biztonságra törekedjen és azt legyen lehetősége, hogy elérje" Virginia Bill of Rights (USA 1776).
A megvalósítás különböző módon jön létre különböző országokban. Angliában az alkotmányos monarchia érvényesül, a kontinensen a felvilágosult abszolutizmus jön létre a "semmit a nép által, mindent a népért" elv alapján.

##### Racionalizmus
A racionalizmus (főként Franciaországban és Németországban) a skolasztikus filozófia realista ágából jött létre.
Ezen irányzat szerint ismereteink nagy része az értelemből (ratio) ered. Az ismeretek igaz voltát kizárólag csak az értelem képes garantálni. Fontosabb képviselők: René Descartes, Baruch Spinoza, Gottfried Wilhelm Leibniz.

##### Empirizmus
Az empirista filozófia a skolasztikus filozófia nominalisztikus ágából fejlődött ki. Az empirista filozófusok minden ismeret forrásának a tapasztalatot (empíria) teszik meg: csak a tapasztalatból származtatott ismeretek lehetnek biztosan igazak. Fontosabb képviselők: John Locke, George Berkeley, David Hume.

##### Francia felvilágosodás

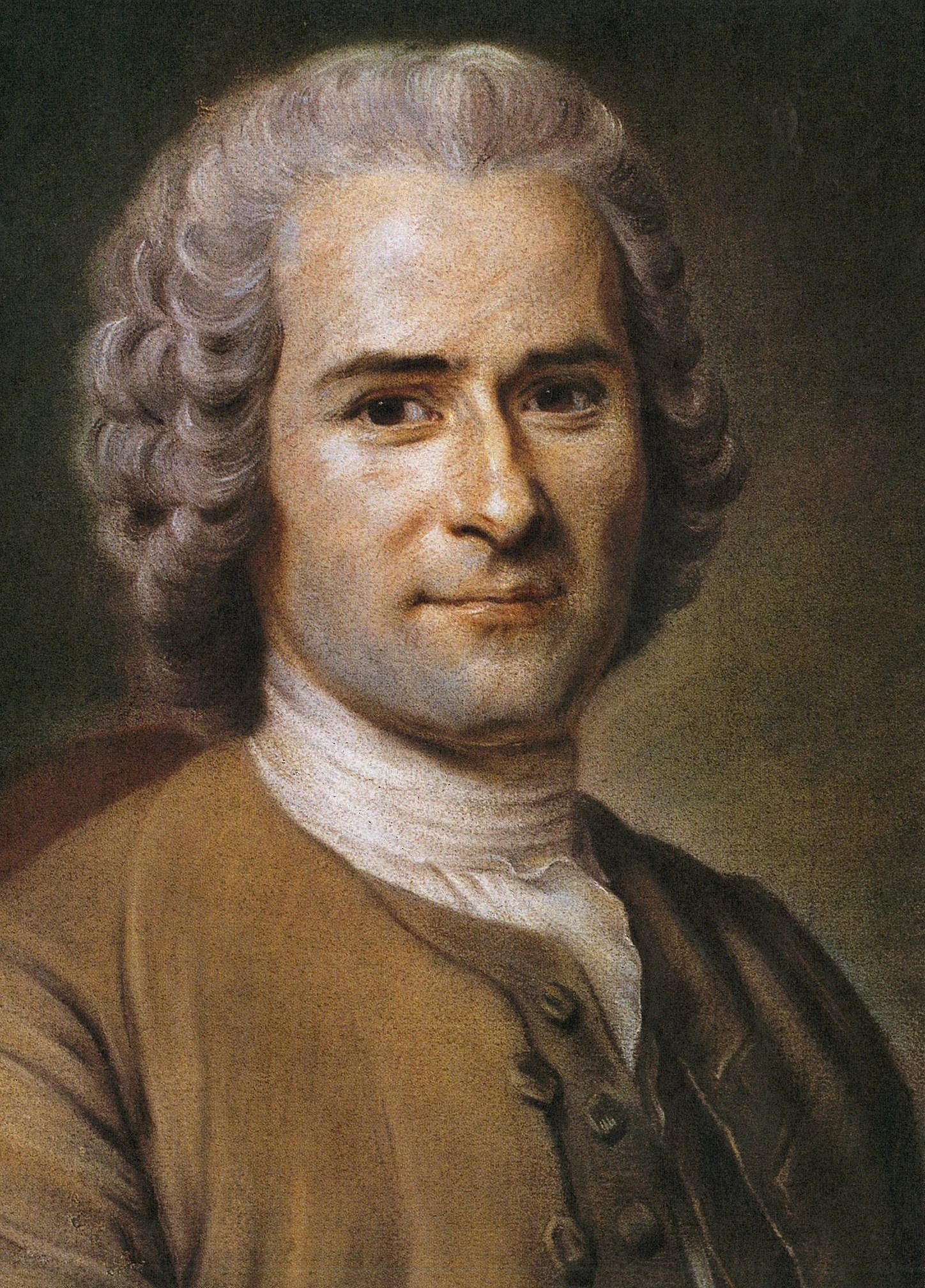
Rousseau

A felvilágosodás Franciaországban igazi harcias irányzattá vált. Előkészítője a szkeptikus Pierre Bayle (1647–1706) volt, akinek fő műve, a Dictionnaire historique et critique (Történeti és kritikai lexikon) nagy hatással volt a korra. E korszak legnagyobb szellemi teljesítménye a Francia Enciklopédia, amely 28 kötetben, 1751-ben lett kiadva. Szerzőit a francia enciklopédisták néven ismerjük: Denis Diderot (1713–1784) és Jean le Rond d'Alembert (1717–1783). További munkatársak voltak: Voltaire (1694–1778), Montesquieu (1689–1755), Jean-Jacques Rousseau (1712–1778), Helvétius (1715–1771).
A francia felvilágosodás éles támadást intézett az egyház létjogosultsága ellen, és deizmust hirdetett (azaz Istent a mindenség ősokának, de nem gondviselőjének tartotta.
A francia abszolutizmus állami berendezkedésekben az angol és németalföldi gondolkodóktól különbözőképpen fogalmazták meg a társadalomfilozófiai gondolatokat, például Rousseau társadalmi szerződése vagy Montesquieu három hatalmi ága…

#### Német idealizmus
A német idealizmus hátteréül a francia forradalom előkészületei, lefolyása és következményei szolgáltak. A francia forradalom által hirdetett szabadság és a felvilágosult eszmék a német értelmiség támogatását élvezték mindaddig, amíg a forradalom terrorba nem csapott át.
A nemzeti érzés a német államokban nagyon kultúraorientált volt: virágzott az irodalom. Wilhelm von Humboldt oktatási reformja, a Berlini Egyetem megalapítása, a politikai reformok (például az 1807-es jobbágyfelszabadítás) Poroszországot modern államá tette.

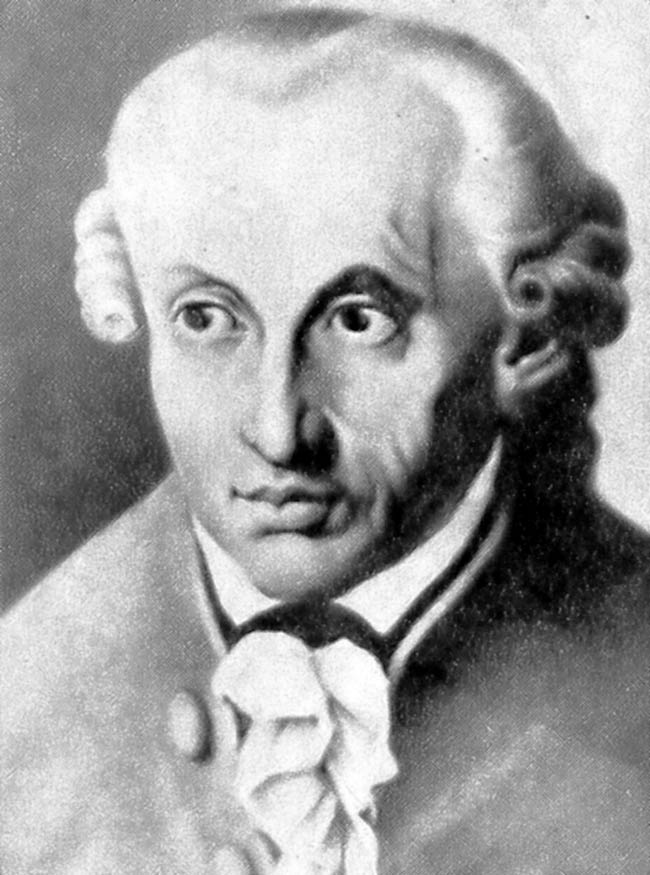
Kant

A német idealizmus megteremtője Immanuel Kant (1724–1804) volt. Írt a felvilágosodásról, pedagógiáról, de főként az ész kritikáját fektette le három kritikai művében. Kant filozófiájának hibáit igyekezett kiküszöbölni Johann Gottlieb Fichte (1762–1814). Schelling (1775–1854) kezdetben Fichtét követte majd a természetfilozófia felé fordult, és lefektette az azonosságfilozófia alapjait. Schelling tanulótársa, Hegel jelenti a német idealizmus csúcspontját, ő volt az abszolút idealizmus megalkotója. Hegel az összes tudományt felhasználta filozófiájában, főként a vallást, a művészetet, a jogot és a történelmet.
A klasszikus német filozófia jellegzetes gondolatmenete: objektum és szubjektum különböznek egymástól, azonban egymásra vonatkoznak: a szubjektum, mint szubjektum mindig az objektumhoz való viszonyában létezik szubjektumként, és fordítva. Az egymásra vonatkozás meg kell hogy előzze a tapasztalatot, mert a tapasztalat a megismerés egyik formája, és már előfeltételezi az egymásra vonatkozás lehetőségeit. Ebből az következik, hogy a szubjektum és az objektum egymáshoz viszonyítva a priori léteznek. Ez az a priori létezés úgy magyarázható, hogy létezik egy transzcendentális szubjektum (a fichtei abszolút én, a schellingi abszolútum, a hegeli Szellem) amelyben az objektum és a szubjektum egybeesik. Filozófiát művelni azt jelenti, hogy különböző dialektikai közvetítő lépéseken keresztül lehet eljutni a transzcendentális szubjektumig.

#### 19. század

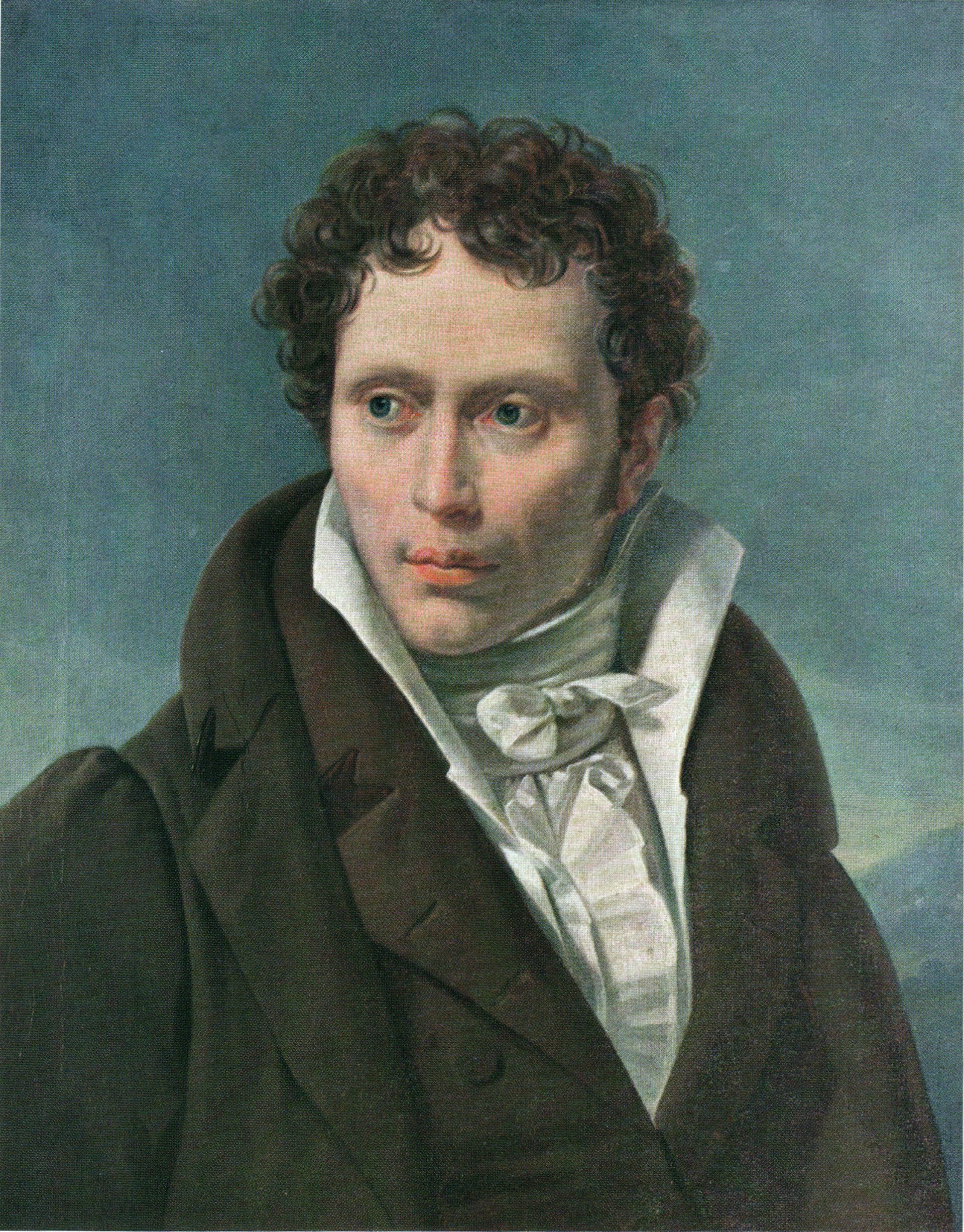
Schopenhauer

A 19. század filozófiája a német idealizmus radikális ellentéte. A klasszikusok örökségét próbálták levetkőzni, ennek egyik módja a kritika, amely azt szerette volna megmutatni, hogy a klasszikus német filozófia alapvető módszertani tévedésre épült. Ezt a megoldást képviseli Kierkegaard és Karl Marx. A másik mód csak Kantot vette fegyelembe és eltekintett Fichtétől, Schellingtől és Hegeltől, úgy mintha azok nem is léteztek volna. Ez Schopenhauer és az újkantiánusok megoldása volt.
Fő képviselők: Schopenhauer (1788–1860), Kierkegaard (1813–1855), Auguste Comte (1798–1857), John Stuart Mill (1806–1873), ifjúhegeliánusok, Karl Marx, Nietzsche (1844–1900), Wilhelm Dilthey (1833–1911).

#### 20. század
A 20. század filozófiáját nagyban befolyásolta a technika és a természettudományok fejlődése. A logika módszerei tudományossá váltak, és a természettudomány a filozófia mércéje és tárgya lett. A neopozitivizmus a természeti tudományok egzaktságát teszi eszményképévé. A logika mint módszer és az egzaktság mint cél helyettesíti a hagyományos filozófiai kérdésfeltevéseket. Leértékelődnek a metafizika problémái.

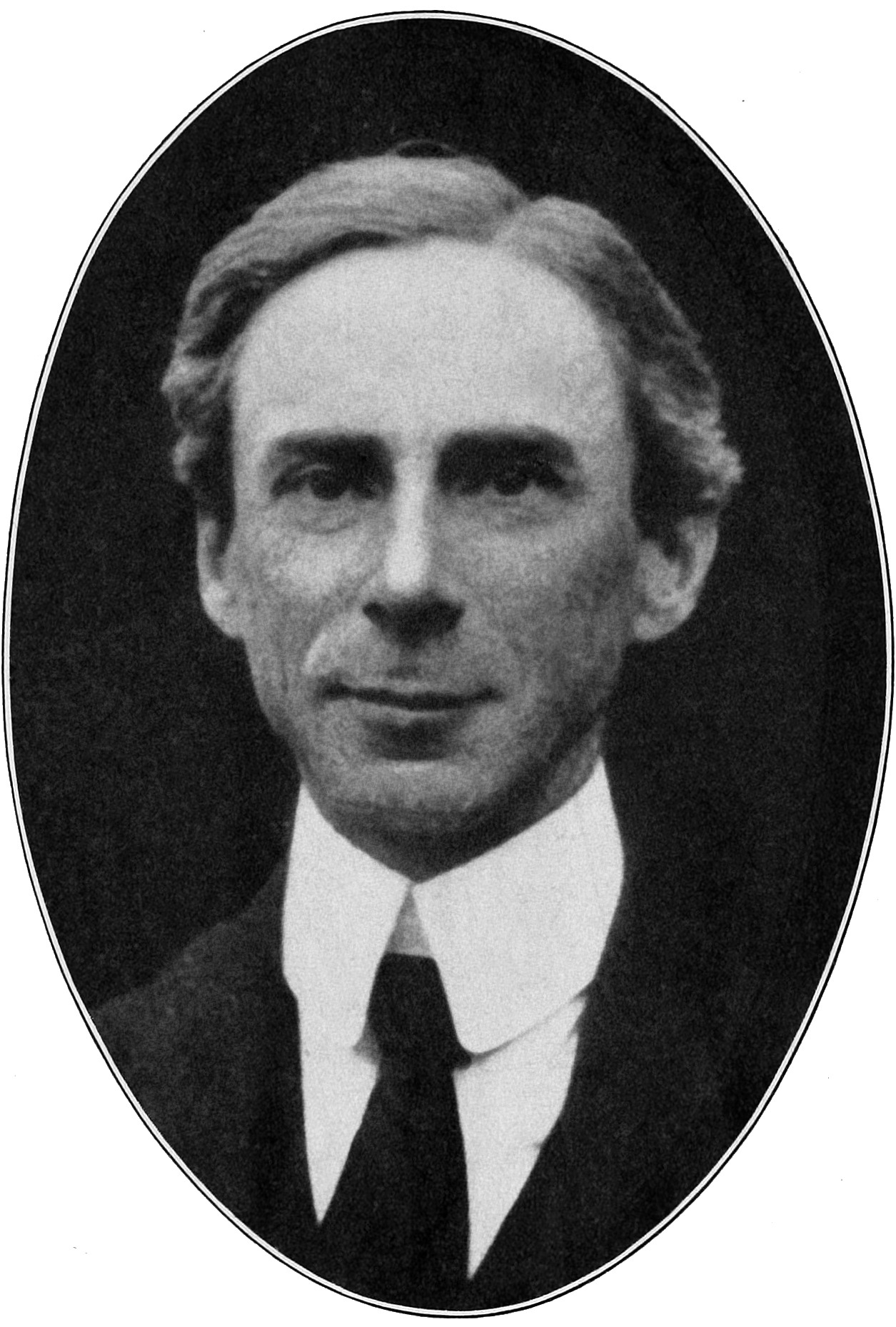
Bertrand Russell

A 20. századi filozófiát nyelvi fordulat is jellemzi, ezt először Bertrand Russell és George Edward Moore fejleszti ki. A nyelvet formulákká alakítják át, hogy kiküszöbölhessék a kijelentésekben rejlő félreértéseket. E témával közelebbről a Bécsi Kör filozófusai foglalkoztak. A nyelvfilozófia nagy képviselője Ludwig Wittgenstein volt.
A 20. század más filozófiai irányzatai az emberrel és az őt körülvevő világgal foglalkoztak, ilyen például az egzisztencializmus.
Fontosabb egzisztencialista gondolkodók: Karl Jaspers, Jean-Paul Sartre, Albert Camus és a fenomenológiát megalapozó Edmund Husserl.
A fenomenológia belső tudati folyamatok redukciója által próbált új bizonyosságot szerezni a dolgok és az ember lényegéről. A fenomenológia képviselői voltak Maurice Merleau-Ponty, Nicolai Hartmann és Martin Heidegger is. Később a történelem is a filozófiai problémák körébe került a hermeneutika megjelenésével, amit főként Hans-Georg Gadamer képviselt.
Az 1960-as évektől meghatározóvá válik a posztmodern irányzat. A posztmodern gondolkodói a modernitás eszmei, világmagyarázó elveit vizsgálták és vonták kritika alá. Az ún. nagy elbeszélések kritikája a nyelv vizsgálatához és új módon való megközelítéséhez is elvezetett, így a posztmodern szoros kapcsolatban áll az irodalommal. A posztmodern jellemzői a modernitás eszményeivel szembeni bizalmatlanság és a bizonytalanság. Fő képviselői: Jacques Derrida, Jean-François Lyotard, Michel Foucault és Gilles Deleuze.

## Keleti filozófia

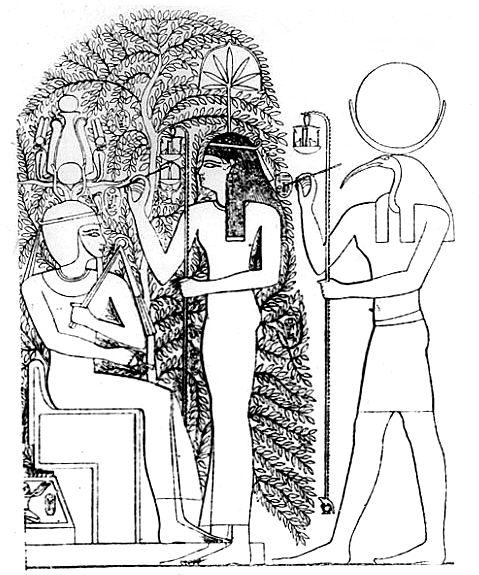
Egyiptomi istenek

### Az ókori kelet korai központjai

#### Ókori Egyiptom
A halál utáni élet gondolata jellemzi, gazdag istenvilággal, a lélekről szóló összetett tanokkal. 
Az istenek természete, a világ rendje és a teremtés módja az egyiptomi gondolkodás jelentős témái közé tartoznak. Kiemelendő a memphiszi és a héliopoliszi teológia. Az egyiptomi gondolkodás nagy hatást gyakorolt a görög kultúrára.

#### Mezopotámia
A sumér és az akkád birodalom, Asszíria és Babilónia: a világ teremtésének problémájával foglalkoztak a leginkább eposzok formájában. A Gilgames-eposzban fontos téma az emberi élet értelme, halandóság, erkölcs és halhatatlanság kérdései.

#### Perzsia
Zarathustra Perzsiában megalapította az első ismert monoteista vallást, az Ahura Mazda-t középpontba állítva. 

#### India

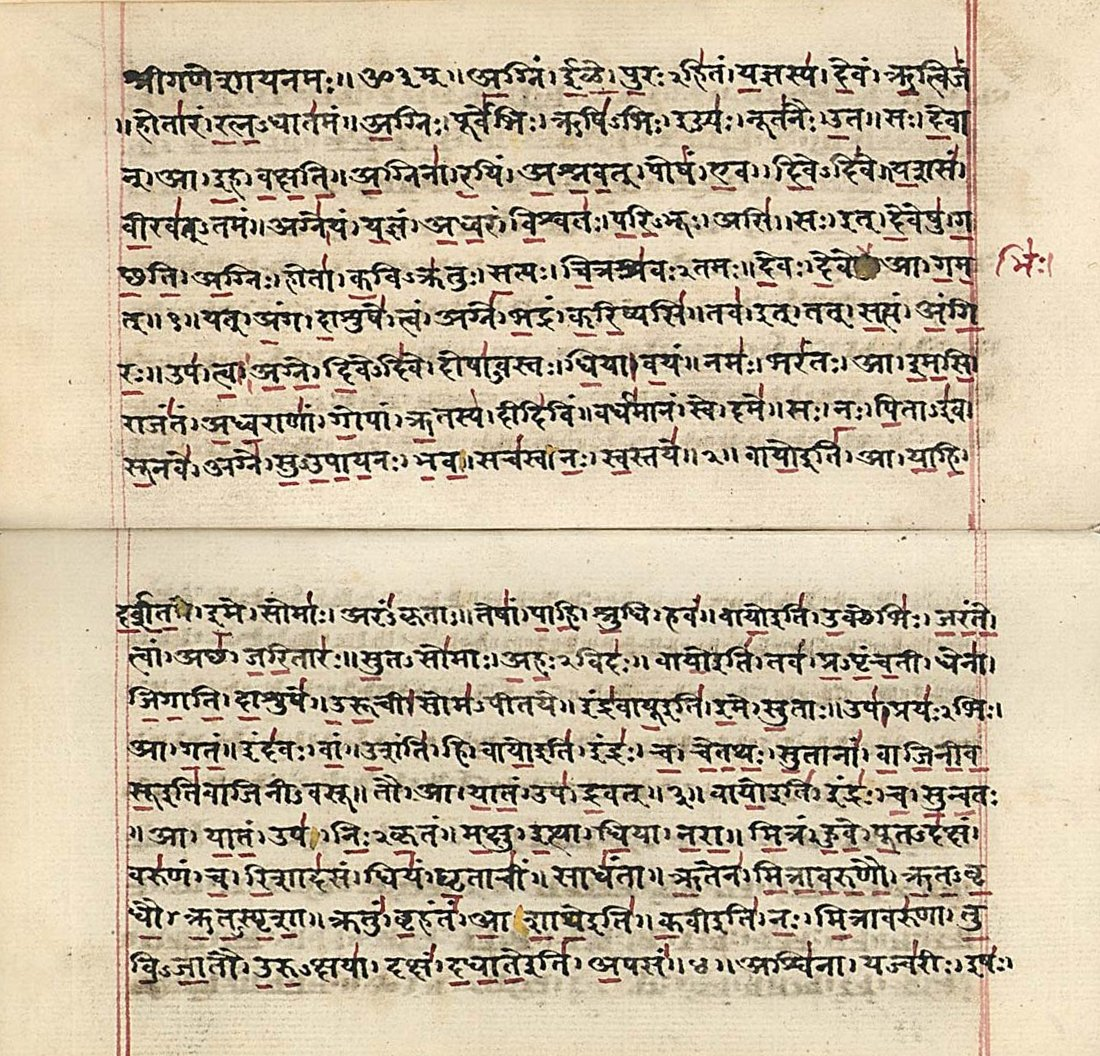
Rigvéda részlet

Az ókori keleti filozófia kezdetei az ind filozófiában keresendők, pontosabban a Védákban, melyeknek legrégebbi részei Kr. e. 1500-ra tehetők. Ezek az írások igen nagy terjedelműek voltak és főleg vallási ismereteket, szertartási leírásokat tartalmaztak, amit a papok kultikus célokra használtak.
A klasszikus indiai filozófiai rendszerek Kr. e. 500 körül jelentek meg, amikor különböző iskolák alakultak. Jellemző rájuk az az ind hagyomány, hogy a szerző háttérben marad a művével szemben, ezért legtöbbször nem maradt fenn a szerző neve. (Jellemző vonása az ind kultúrának, hogy a történelemre nem helyeznek hangsúlyt). A ind gondolkodás hat nagy klasszikus iskolát tart számon, az ún. darsanákat. A hat darsana egyes iskoláin belül több irányzat létezik. Az indiai filozófia részét képezik ezen kívül a Védákhoz nem kötődő irányzatok, így például a buddhista és a dzsain filozófia.

#### Kína
A kínai filozófiát két nagy filozófiai iskola határozza meg leginkább: a konfucianizmus (Kr. e. 550 körül) és a taoizmus a Kr. e. 5. századtól. Emellett számos más áramlat is létezett, mint a motizmus, legizmus, szofizmus és a Jin-jang tanítás.

### Középkor
A keleti tudományok a középkorban messze meghaladták a nyugatiak fejlettségi szintjét, különösen az orvostudomány és a csillagászat.
Miután I. Justinianus császár az athéni filozófiai iskolákat bezáratta (Kr. u. 529) a görög bölcselet keleten lelt folytatásra.
A görög filozófiai műveket nagy számú fordító fordította arabra, több fordítóiskola is működött, s így azok megőrződtek az utókor számára. Így főként az arab filozófia őrizte meg az Arisztotelész, Platón és a többi görög filozófus műveit.
A görög bölcseleti művek ismerete Keleten is egy bizonyos fajta skolasztikát szült, amelyet a motaziliták
szektája fejtett ki s amely Kalâm név alatt lett ismeretes az iszlám irodalomban. A Kalâm hívei szerint a kinyilatkoztatás, a Korán tanai és az ész között nem lehet ellentét.
Fontos képviselői az arabok közül al-Fárábi (875–950), Avicenna (980–1037) és a főként Arisztotelész műveit magyarázó Averroës (1126–1198), a zsidó filozófusok közül pedig Avicebron (1021–1057) és Maimonidész (1135–1204), akik mindketten Spanyolországban születtek és arabul írtak.

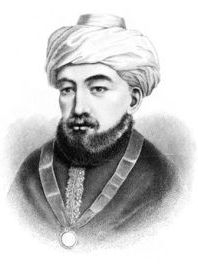
Maimonidész (1135–1204)

## Magyar nyelvű filozófiatörténetek

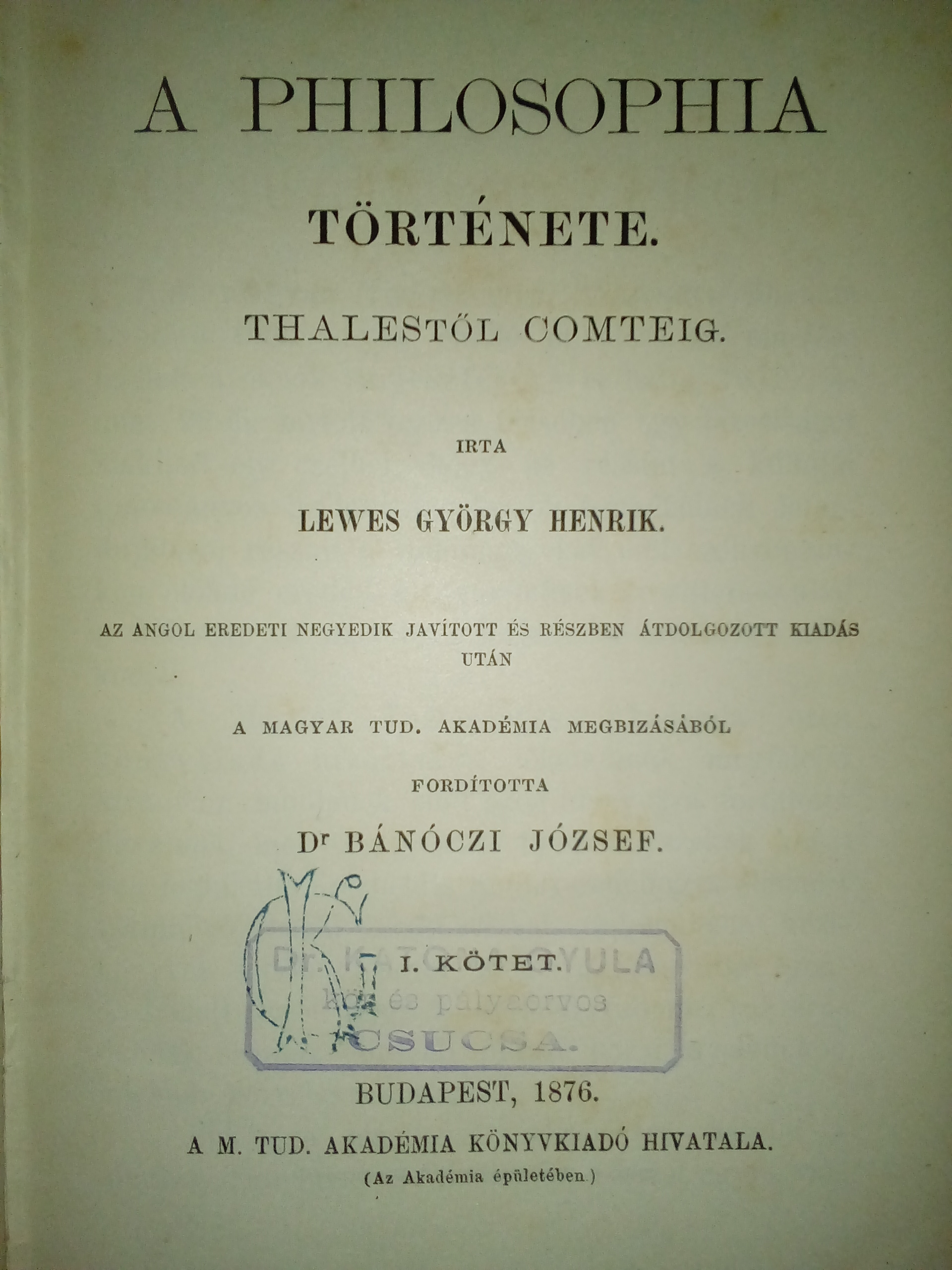
Lewes György Henrik: A philosophia története I–III.

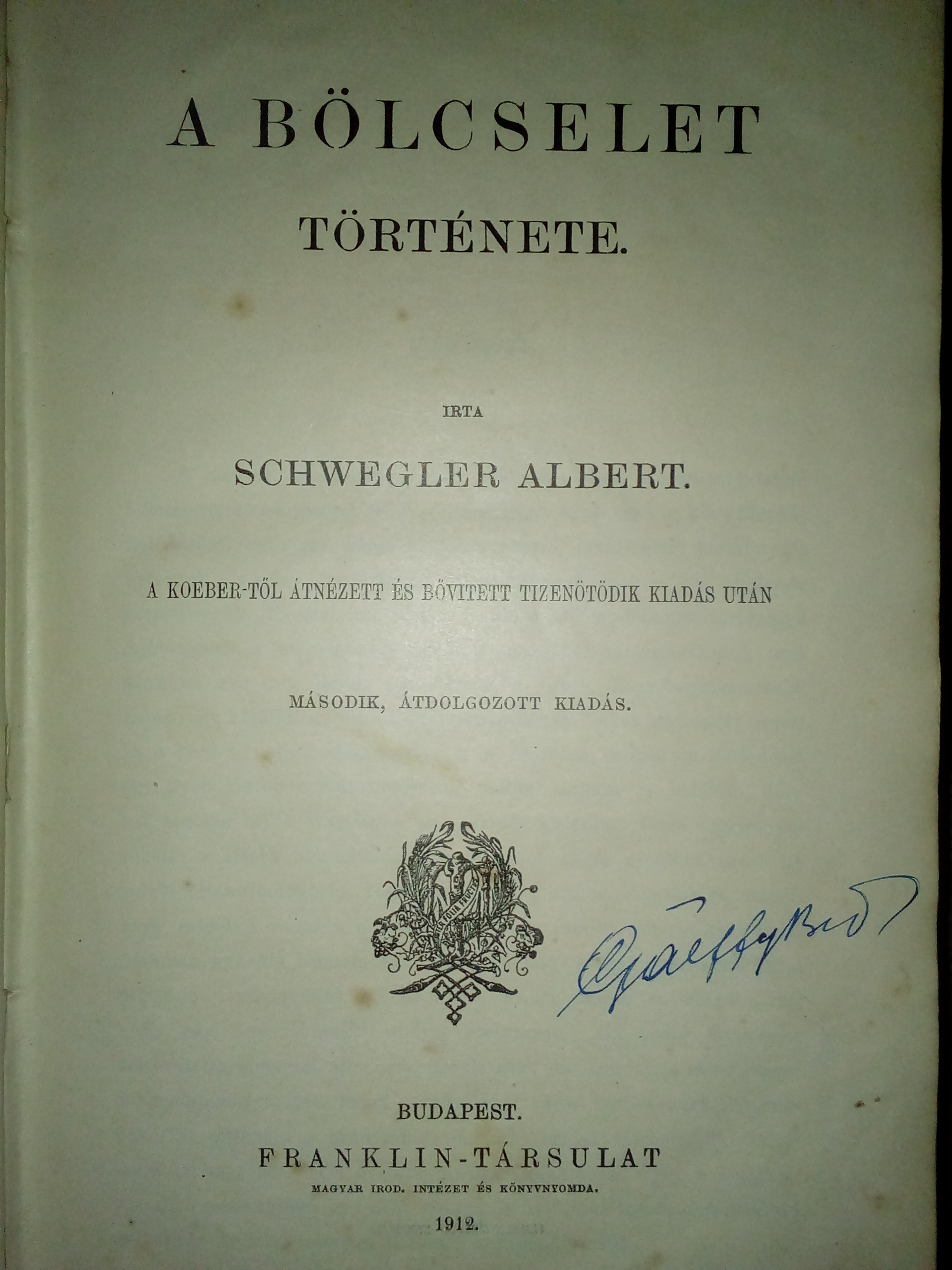
Schwegler Albert: A bölcselet története

Az alábbi lista a nagyobb magyar nyelvű általános filozófiatörténeti műveket igyekszik összegyűjteni időrendben. Külön magyar filozófiával foglalkozó könyv kevés van, Kecskés Pál nagy Bölcselettörténete egyet nevez meg komoly munkának:
- Erdélyi János: A bölcsészet Magyarországon, Budapest, 1885 (Filozófiai Írók Tára VI.), a mű nem lett befejezve: csak a 17. századig dolgozza fel tárgyát

Újabb feldolgozás:
- Mészáros András: A filozófia Magyarországon – A kezdetektől a 19. század végéig, Kalligram Kiadó, h. n., 2000, ISBN 8071493023, 220 p

### Korai filozófiatörténetek
1. Ercsei Dániel: Philosophia históriája, Debreczen, 1825
2. Purgstaller József: A bölcselet elemei I–VI., IV. kötet: A bölcsészet története, Pest, 1847, 212 p (→elektronikus elérés: Google books)

### Dualizmus-kori filozófiatörténetek
1. Molnár Aladár: A bölcsészet története főbb vonalaiban előadva, Pest, 1867
2. Pauer Imre: A philosophia történelme I–II., Pest, 1869
3. Domanovszky Endre: A bölcsészet története I–IV., Budapest, 1870–1890 (→Az I., III., és IV. kötet elektronikus elérése: MEK)
4. Lewes György Henrik: A philosophia története I–III., Magyar Tudományos Akadémia Könyvkiadó Hivatala, Budapest, 1876–1878 (→elektronikus elérés: REAL-EOD)
5. Nagy Ferenc: A bölcsészet története kezdettől mostanig. Magán és iskolai használatra, Kecskemét, 1877
6. Tóth Ferenc: Bölcsészet történelme. Tanulók s művelt olvasók számára I–III., Debrecen, 1872–1884
7. Albert Stöckl: A bölcselet története I–II., Eger, Érseki Lyceum, 1882
8. Szlávik Mátyás: Bölcsészettörténet I–II., Eperjes és Pozsony, 1888–1889
9. Pekár Károly: A filozófia története – Az emberi gondolkodás története, Athenaeum Irodalmi és Nyomdai R.-T., Budapest, 1902, 468 p (→elektronikus elérés: MTDA)
10. Schwegler Albert: A bölcselet története, Franklin-Társulat Magyar Irod. Intézet és Könyvnyomda, Budapest, 1904, 547 p
11. Serédi Lajos: A filozófia története, Stampfel Károly kiadása, Pozsony–Budapest, 1904, 164 p
12. Horváth József: Bölcsészettörténet I. – Az ókori filozófia története, Magyar Református Egyház, Pápa, 1914, 816 p (több kötet nem jelent meg)

### Horthy-kori filozófiatörténetek

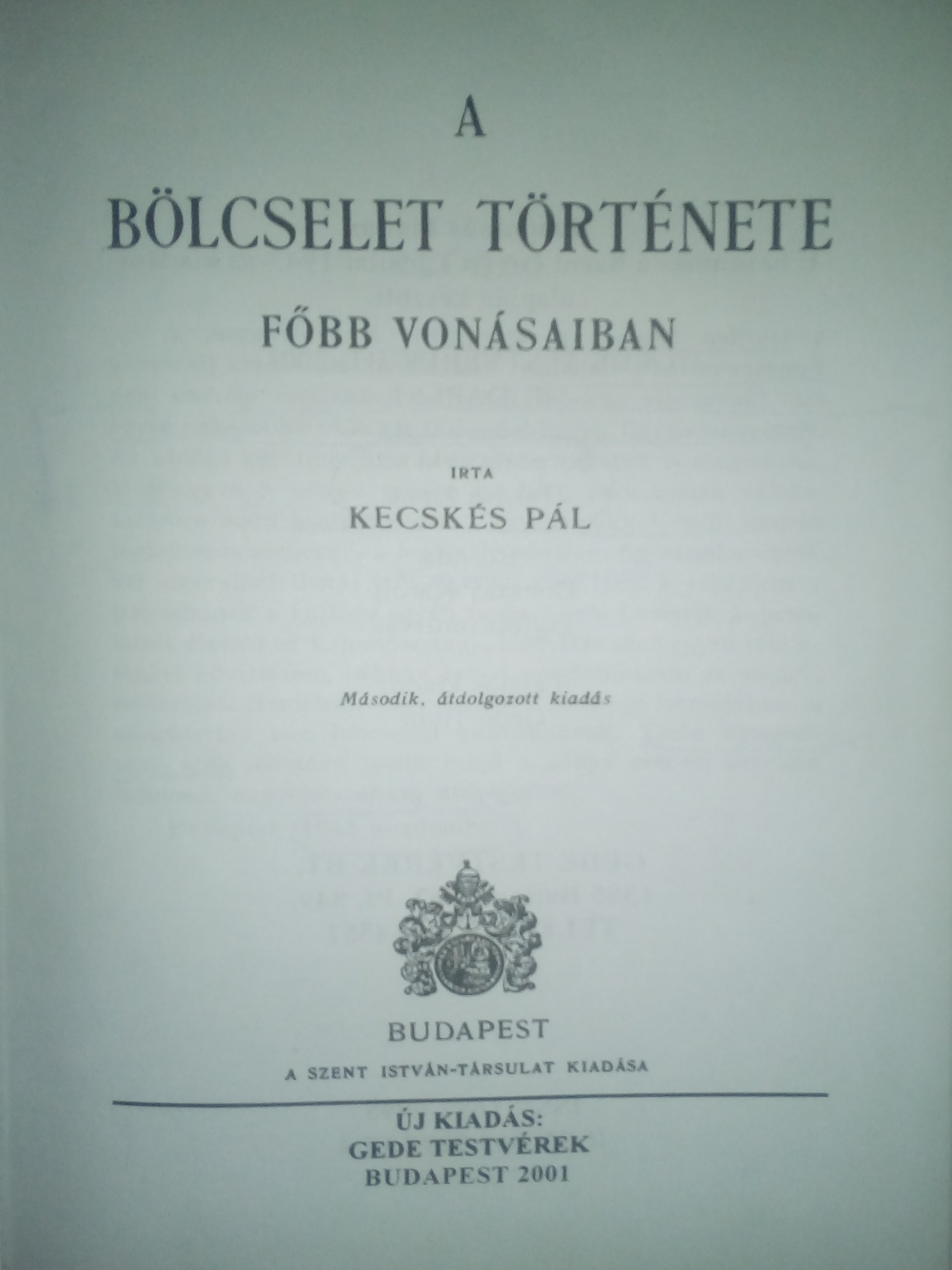
Kecskés Pál: A bölcselet története főbb vonásaiban (a reprint kiadás címlapja)

1. Kühár Flóris: A keresztény bölcselet története (Szent István könyvek 43–44), Szent István Társulat, Budapest, 1927, 326 p (→elektronikus elérés: )
2. Trócsányi Dezső: Bölcselettörténelem, Főiskolai Nyomda, Pápa, 1939, 477 p
3. Hajós József: A bölcselet története, Vörösmarty Nyomda, Székesfehérvár, 1941, 394 p
4. Kecskés Pál: A bölcselet története főbb vonásaiban, Szent István-Társulat, Budapest, 1943, 712 p (→elektronikus elérés: PPEK)
5. Halasy-Nagy József: A filozófia története, Pantheon Irodalmi Intézet R.-T. Kiadása, Budapest, 1943, 372 p
6. Málnási Bartók György: A filozófia története I–II., 1934, csak napjainkban került kiadásra: Mikes International, Hága, Hollandia, 2002 (→elektronikus elérés: I. kötet: MEK, II. kötet: MEK)

### Szocializmus alatti filozófiatörténetek
1. Sándor Pál: A filozófia története I–III. (I.: A Marx előtti filozófia története; II.: Marxtól Leninig; III.: Lenintől napjainkig), Akadémiai Kiadó, Budapest, 1965
2. (szerk.) M. A. Dinnyik – M. T. Jovcsuk – B. M. Kedrov – M. B. Mityin – O. V. Trahtyenberg A filozófia története I–VII., Gondolat Könyvkiadó, Budapest, 1958–1970
3. Lendvai L. Ferenc – Nyíri J. Kristóf: A filozófia rövid története – A Védáktól Wittgensteinig, Kossuth Könyvkiadó, Budapest, 1974, ISBN 963-09-0083-1, 275 p

### A rendszerváltás utáni kiadásúak
1. Nyíri Tamás: A filozófiai gondolkodás fejlődése, Szent István Társulat, Budapest, 1991, ISBN 963-360-589-X, 601 p
2. Pais István: A filozófia története, szerzői magánkiadás, Budapest, 2005, ISBN 963-460-420-X, 665 p
3. Delius–Gatzemeier–Sertcan–Wünscher: A filozófia története az ókortól napjainkig, Vince Kiadó, 2008, ISBN 9789639731622, 120 p
4. (szerk.) Boros Gábor: Filozófia, Akadémiai Kiadó, Budapest, 2013, ISBN 9789630584869, 1436 p
5. Étienne Gilson: A középkori filozófia története. Budapest: Kairosz Kiadó. 2015.  ISBN 9789636627850